# Гальоле
Гальоле (итал. Gagliole) — коммуна в Италии, располагается в регионе Марке, в провинции Мачерата.
Население составляет 640 человек (2008 г.), плотность населения составляет 27 чел./км². Занимает площадь 24 км². Почтовый индекс — 62020. Телефонный код — 0737.
Покровителем коммуны почитается святой архангел Михаил, празднование 8 мая.

## Демография
Динамика населения:

## Администрация коммуны
- Официальный сайт: http://www.gagliole.sinp.net/ Архивная копия от 25 июля 2008 на Wayback Machine